# Priacma striata
Priacma striata is een keversoort uit de familie Cupedidae. De wetenschappelijke naam van de soort is voor het eerst geldig gepubliceerd in 2000 door Ponomarenko.